# René Labouchère

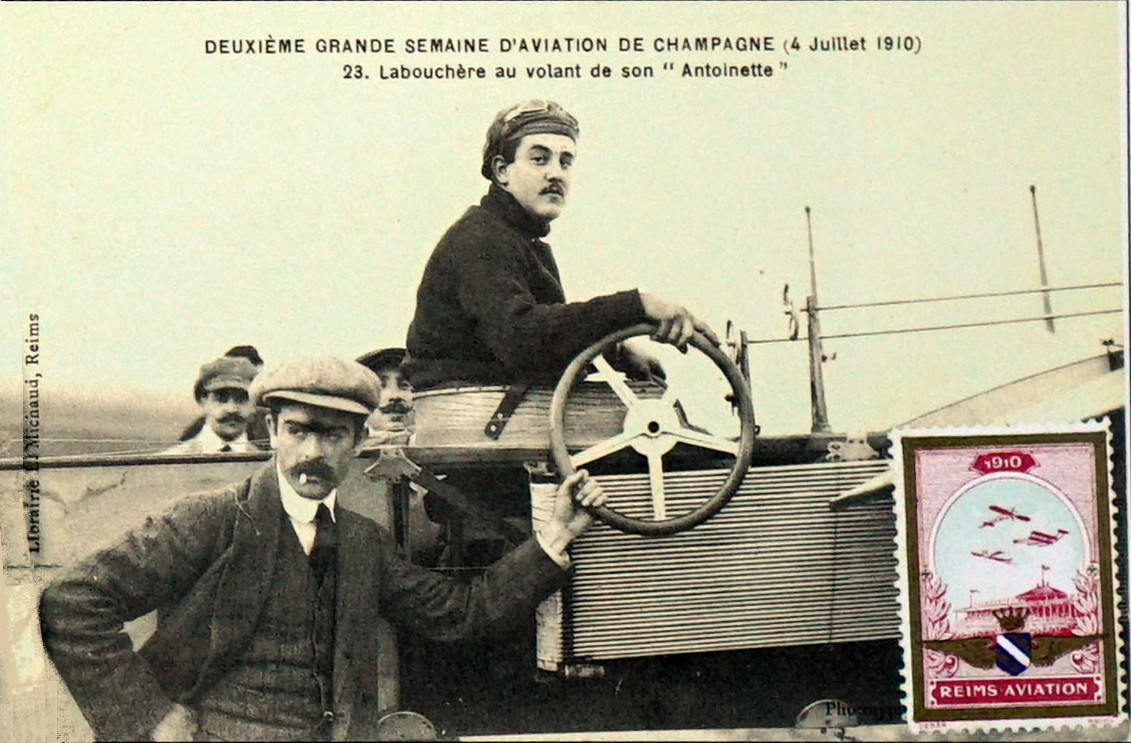
René Labouchère im Cockpit einer Antoinette 1910

René Georges Emile Labouchère (* 13. Februar 1890 in Paris; † 7. Mai 1968 ebenda) war ein französischer Flieger und Autorennfahrer.

## Flieger
René Labouchère war der Cousin des französischen Luftfahrtpioniers Hubert Latham. Er arbeitete als Triebwerkskonstrukteur bei Société Antoinette und erhielt 1910 den Pilotenschein mit der Nummer 86. In den 1910er-Jahren stellte er einige Flugrekorde auf.

## Karriere als Rennfahrer
Robert Labouchére war Teilnehmer des ersten 24-Stunden-Rennens von Le Mans. 1923 fuhr er einen Lorraine-Dietrich B.3.6 mit Partner Henri Stoffel. Das Duo fiel nach einem Defekt aus.

## Statistik

### Le-Mans-Ergebnisse
| Jahr | Team                                           | Fahrzeug                | Teamkollege   | Platzierung | Ausfallgrund |
| ---- | ---------------------------------------------- | ----------------------- | ------------- | ----------- | ------------ |
| 1923 | Frankreich Société Lorraine De Dietrich et Cie | Lorraine-Dietrich B.3.6 | Henri Stoffel | Ausfall     | Defekt       |